# (6934) 1994 YN2
(6934) 1994 YN2 (1994 YN2, 1972 XW1, 1989 TA12, 1993 NE) — астероїд головного поясу, відкритий 25 грудня 1994 року.
Тіссеранів параметр щодо Юпітера — 3,346.